# Vanni Marcoux

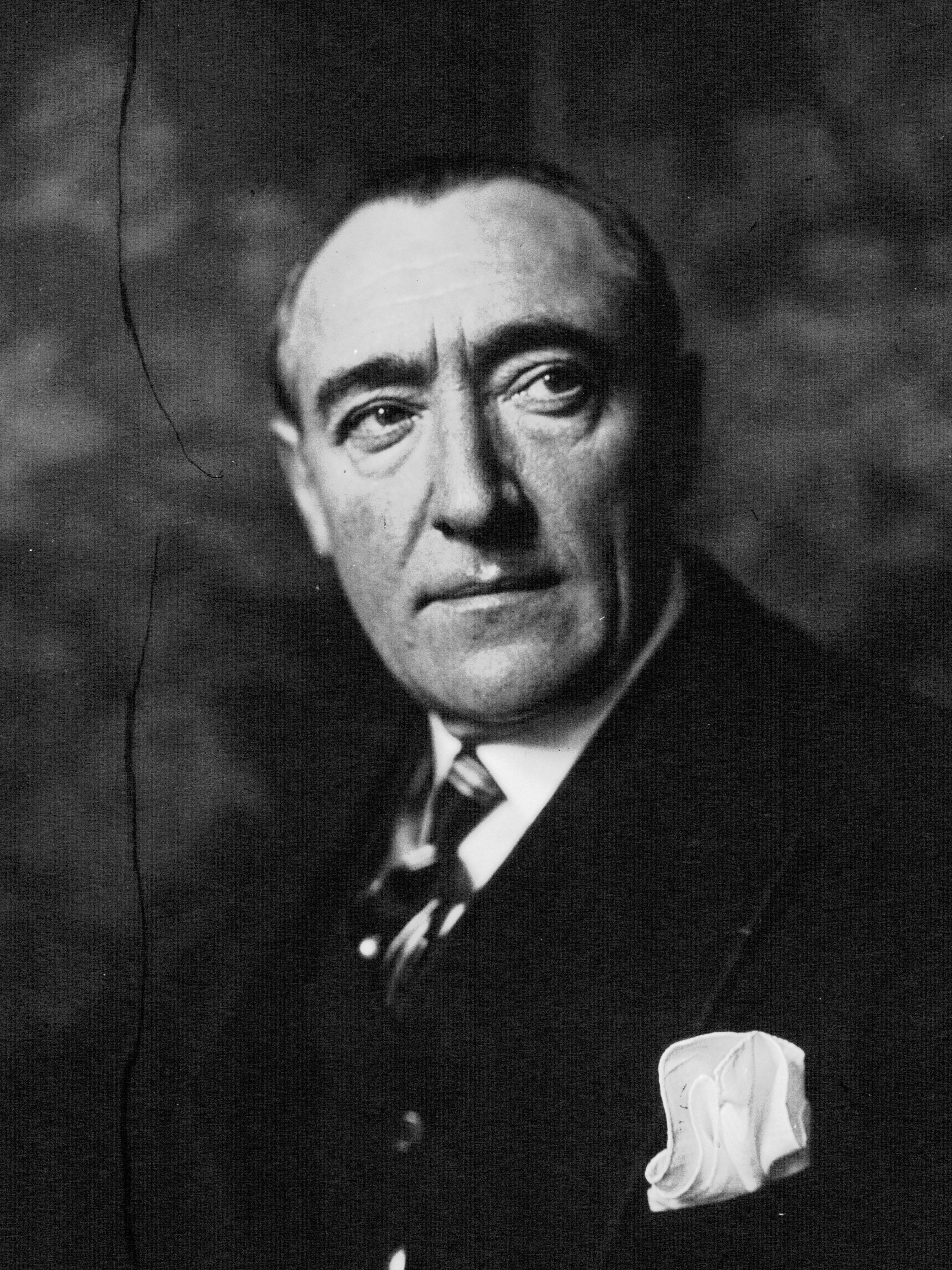
Vanni Marcoux, 1932

Jean Emile Diogène (Giovanni "Vanni" Emilio Diogenio) Marcoux (* 12. Juni 1877 in Turin; † 21. Oktober 1962 in Paris) war ein französischer Sänger (Bassbariton).

## Leben
Marcoux hatte den ersten Gesangsunterricht am Konservatorium seiner Heimatstadt und debütierte siebzehnjährig als Sparafucile in Giuseppe Verdis Rigoletto an der Oper von Turin. Er absolvierte ein Jurastudium und studierte am Pariser Konservatorium Gesang bei Frédéric Boyer. Sein Debüt in Frankreich hatte er 1899 in Bayonne als Frère Laurent in Charles Gounods Roméo et Juliette. Nach Auftritten in verschiedenen Provinztheatern sang er 1905 den Basilio in Gioachino Rossinis Il barbiere di Siviglia am Royal Opera House in London, 1906 den Bertram in Giacomo Meyerbeers Robert le diable am Théâtre Royal de la Monnaie in Brüssel, 1908 den Mephisto in Gounods Faust an der Pariser Oper und 1910 den alten Hebräer in Camille Saint-Saëns’ Samson et Dalila an der Mailänder Scala.
An der Pariser Oper debütierte er 1909 als Guido Colonna in Henri Févriers Monna Vanna. In den folgenden vierzig Jahren war er mit Auftritten an der Oper und der Opéra-Comique eine Berühmtheit des Pariser Musiklebens. Neben der Titelrolle in Jules Massenets Don Quichotte (dem größten Erfolg seiner Laufbahn) sang er in zahlreichen Uraufführungen zeitgenössischer Opern, so Raoul Gunsbourgs Lysistrata, Max d’Ollones L’Arlequin, Henry Févriers La Femme nue, Massenets Panurge und L’Aiglon von Arthur Honegger und Jacques Ibert.
1912 wurde Marcoux von der  Boston Opera Company eingeladen und sang den Golaud in Debussys Pelléas et Mélisande. Im Folgejahr trat er mit der Chicago Grand Opera Company in den Rollen des Andrès, Cochenille, Pitichinaccio und Frantz in Offenbachs Hoffmanns Erzählungen auf. 1919 gastierte er am Teatro Colón in Buenos Aires. Ab 1938 unterrichtete er am Pariser Konservatorium. Nach seinem Rückzug von der Opernbühne 1948 leitete er bis 1951 das Grand Théâtre de Bordeaux.